# Земля (альбом Butterfly Temple)
«Земля́» — 7-й студийный альбом российской пейган-метал-группы Butterfly Temple. Вышел на лейбле Metalism Records 26 февраля 2010 года.

## Работа над альбомом
Согласно изначальным планам, запись альбома должна была начаться в марте-апреле 2009 года. 11 января 2010 года группа объявила о завершении работы над альбомом на студии KIV Records.

## Обложка
По поводу литеры Z на обложке Михаил Шматко высказался на официальном форуме группы следующим образом: 
То что Вы называете "смесь цифры 7 и английской "Z"", придуманно оочень давно… Непосредственно БТ к придумыванию отношения естественно не может иметь… Ту просто так получилось, что мы записываем седьмой альбом и называется он "ЗЕМЛЯ" - на обложке как раз и изображена древняя литера "Земля", имеющая числовое значение 7. Понимаю, что у современной молодёжи этот символ однозначно ассоциируется с опереточным американским героем зорро… Прискорбно. Ну чтож, стереотипы надо ломать! У нашей страны совсем другая история и культура и к американцу зорро она отношения канешно же не имеет.

## Синглы
Выходу альбома предшествовал интернет-сингл «Деды», выложенный для бесплатного скачивания 25 декабря 2009 года как в lossless, так и mp3-формате.

## Выход альбома
26 октября 2009 года группа публикует на своем сайте новую фотосессию, приуроченную к выходу нового альбома.
29 октября 2009 года была опубликована обложка альбома.
26 февраля 2010 года состоялся релиз альбома на концерте группы Невидь в клубе «Релакс».
20 марта 2010 года состоялась официальная концертная презентация альбома. В концерте участвовали группы «Омела» (проект Сергея Абрамова и Сергея Аванесова), «Антиллия» (проект Валерия Острикова), «Terran». Все партии для бас-гитары для группы Butterfly Temple исполнил Дима Бельф.

## Список композиций
Все тексты написаны Сергеем "Абрей" Абрамовым, вся музыка написана Butterfly Temple.
| №                   | Название                       | Длительность |
| ------------------- | ------------------------------ | ------------ |
| 1.                  | «Крада / Река»                 | 7:31         |
| 2.                  | «Деды»                         | 6:54         |
| 3.                  | «Восход»                       | 6:50         |
| 4.                  | «Обо-ра-тень»                  | 4:55         |
| 5.                  | «Агония / Стезя»               | 10:55        |
| 6.                  | «Ворон / Смерть»               | 7:36         |
| 7.                  | «Земля»                        | 7:29         |
| 8.                  | «Смерть (акустическая версия)» | 6:35         |
| Общая длительность: | Общая длительность:            | 58:45        |

## Варианты изданий
Помимо обычного издания было выпущено и подарочное издание альбома, выполненное в виде лимитированного дигибука с 20-страничным буклетом, бонус-треком, видеоклипом на песню «Веды весны» с альбома «За солнцем вслед» и двухсторонним постером.

## Концертное исполнение
2 апреля 2009 года состоялась презентация новой «большой сольной программы», в рамках которой были исполнены несколько новых песен с готовящегося альбома, запись которого должна начаться в марте-апреле.
15 ноября 2009 года состоялась презентация двухчасовой программы «Земля», основу которой составили песни с грядущего альбома.

## Критика
В рецензии журнала «Дарк Сити» говорится: 
Это исключительно зрелая и до мелочей продуманная работа, которую уже нельзя напрямую сравнивать ни с одним из западных или отечественных проектов; более того, её стилистика не укладывается в рамки традиционного пейган-метала; здесь есть элементы и пауэра, и прогрессива, и яркая фолковая составляющая (участие Натальи Тутукиной на вокале в паре композиций настоящая находка!).

## В работе над альбомом участвовали

### Музыканты группы
- Сергей «Абрей» Абрамов — вокал, акустическая гитара, перкуссия
- Михаил Шматко — ритм-гитара
- Валерий Остриков — соло-гитара, акустическая гитара
- Сергей «Авен» Аванесов — клавишные
- Николай Коршунов — бас
- Алексей Спорышев — ударные

### Сессионные музыканты
- Алексей «Лесьяр» Агафонов («Невидь») — вокал
- Наталья «Изворка» Тутукина (историко-этнографический клуб «Белый Камень») — вокал

### Остальное
- Исполнительный продюсер:
- Продюсер:
- Инженер звукозаписи: Игорь Королёв (KIV-Records)
- Ассистент инженера звукозаписи:
- Дизайнеры обложки: Александр «Kwaadnar» Балинец